# Абрамов, Леонид Григорьевич
Леони́д Григо́рьевич Абра́мов (род. 5 августа 1954) — российский дипломат. Был руководителем гуманитарного направления Регионального центра в Гнилане Миссии ОБСЕ в Косово, специальным представителем МИД России по кипрскому урегулированию, чрезвычайным и полномочным послом России в Албании. Кандидат экономических наук.

## Биография
Окончил экономический факультет Московского государственного университета имени М. В. Ломоносова (1977). Кандидат экономических наук. Владеет английским, чешским и словацким языками. На дипломатической работе с 1986 года.
- В 1977—1986 годах — младший научный сотрудник, научный сотрудник Института экономики мировой социалистической системы Академии наук СССР.
- В 1986—1993 годах — второй секретарь, первый секретарь, советник Посольства СССР (с 1991 года — России) в Чехословакии.
- В 1993—1994 годах — старший советник Департамента регионального сотрудничества и экономических проблем МИД России.
- В 1994—1997 годах — начальник отдела торгово-экономической политики Департамента экономического сотрудничества МИД России.
- В 1998—1999 годах — руководитель гуманитарного направления Регионального центра в Гнилане Миссии ОБСЕ в Косово.
- В 2000 году — политический советник МИД России при Российском воинском контингенте KFOR.
- В 2001—2004 годах — советник-посланник Посольства России на Кипре.
- В 2004—2010 годах — заместитель директора Четвёртого европейского департамента МИД России.
- В 2004—2008 годах — специальный представитель МИД России по кипрскому урегулированию.
- С 28 января 2010 по 10 июля 2014 года — чрезвычайный и полномочный посол России в Албании[1][2].
- В 2014—2019 годах — заместитель директора Четвёртого европейского департамента МИД России.
- С 2020 года — советник Управления политического сотрудничества Организации Договора о коллективной безопасности.

## Дипломатический ранг
- Чрезвычайный и полномочный посланник 2 класса (25 декабря 2006)[3].
- Чрезвычайный и полномочный посланник 1 класса (10 февраля 2012)[4].

## Награды
- Медаль ордена «За заслуги перед Отечеством» II степени (14 августа 2014) — за большой вклад в реализацию внешнеполитического курса Российской Федерации, развитие международного культурно-гуманитарного сотрудничества и многолетнюю добросовестную работу[5]

## Семья
Женат, имеет трёх детей.